# Ardisia fimbrillifera
Ardisia fimbrillifera är en viveväxtart som beskrevs av Cyrus Longworth Lundell. Ardisia fimbrillifera ingår i släktet Ardisia och familjen viveväxter. Inga underarter finns listade i Catalogue of Life.